# オックスフォード・サーカス駅
オックスフォード・サーカス駅（オックスフォード・サーカスえき、英語: Oxford Circus station）は、ロンドン中心部の2つの大通り、オックスフォード・ストリートとリージェント・ストリートが交差するオックスフォード・サーカス直下にあるロンドン地下鉄の鉄道駅である。セントラル線、ベーカールー線、ヴィクトリア線が乗り入れ、ロンドン地下鉄の中では3番目に、ナショナル・レールと接続しない地下鉄駅としては最も乗降客が多い駅である。
駅への出入口はオックスフォード・サーカス周辺に8か所ある（うち4つは出口専用）。トラベルカード・ゾーンは1。

## 概要
当駅は1900年7月39日にセントラル・ロンドン鉄道（Central London RIlway、以下CLR：現在のセントラル線）の駅として開業、次いで1906年3月10日にベーカーストリート・アンド・ウォータールー鉄道（Baker Street and Waterloo Railway、以下BS&WR：現在のベーカールー線）プラットホームが新設された。2つの路線は別の会社によって運営され、それぞれ別の駅舎を使い、プラットホームまでのエレベーターもそれぞれのものを利用していたが、プラットホームレベルでは通路で2つの路線が結ばれていた。開業以来駅構内の混雑問題は常態化し、度重なる改良工事も抜本的な解決とはならなかった。
2路線の経営会社は混雑解消に向けた協議を行い、1912年から1914年にかけて駅の大改修工事が行われた。この工事では主にBS&WRの関連施設が対象となり、具体的には、BS&WR駅舎地下に2つの路線の乗車券を共に扱うチケット・ホールが新設された。またBS&WRで利用されていたエレベーターが撤去され、新たにエスカレーターが導入された一方、CLRプラットホームへは引き続きエレベーターが使用された。このような大改修を施したにもかかわらず、ロンドンの人口増加の結果、当駅の利用客は増え続け、1923年には更なる改修が行われた。前回と異なり、この改修ではCLRの関係施設が対象となった。CLRのプラットホームへのエスカレーターが整備され、CLRの駅舎は出口専用とされた。これに続いて1928年に当駅3機目のエスカレーターがベーカールー線ホームへのアクセス用に設置された。
1942年には、セントラル線のプラットホームからアーガイル・ストリート(Argyll Street)にある出口へのアクセスを主目的として高速エレベーターが再導入される。エレベーターの再導入はロンドン地下鉄ではあまり例がない。

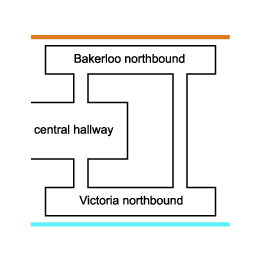
ベーカールー線とヴィクトリア線の対面乗り換え図

1969年、ヴィクトリア線が当駅に接続した。ヴィクトリア線のプラットホームやエスカレーターなどの設置工事はCavendish Squareやアッパー・リージェント・ストリート、アーガイル・ストリート周辺に複数の工事作業用トンネルを掘削して行われた。ヴィクトリア線のプラットホームはベーカールー線と平行して作られ、対面乗り換えとなっている。加えて、この開業に伴う駅構内の混雑緩和のためのチケット・ホールがオックスフォード・サーカス直下に新設された。この工事はオックスフォード・サーカス直下を掘るため大規模になり、リージェント・ストリートとオックスフォード・ストリートの交差点上に「アンブレラ」と通称された仮設橋が作られ、1963年から1968年までの5年間に渡って使用された。
1976年2月23日、駅構内でアイルランド共和軍が仕掛けたとみられる約10kgの爆弾が発見。爆発前に処理されている。
1984年、改修作業中に火事が起こり、当駅は1つのプラットホームを全焼する損害を受けた（Oxford Circus fire参照）。この火事はタバコが通気孔の格子の中に捨てられ、通気孔を通して倉庫に到達し、倉庫にあったものに引火したために起こったと考えられている。この火災が切っ掛けとなって、ロンドン地下鉄構内および列車内は禁煙となった。しかしこの処置にもかかわらず、1987年キングス・クロス・セント・パンクラス駅で31名が亡くなる火事が起きてしまう（詳細はキングス・クロス火災）。この火事は老朽化したエスカレーターが原因で、この死者を出した火事を契機として、ロンドン地下鉄は禁煙だけでなく設備の近代化と出火対策に踏み切るのである。
当駅開業当初から残っているのは、アーガイル・ストリートとオックスフォード・ストリートの交差点にある2棟の駅舎である。旧CLRのオックスフォード・サーカス東側、Argyll StreetとRegent Streetに挟まれた狭隘な場所に設けられた駅舎が駅出口として利用されている。この建物はHarry Bell Measures設計建築のもっとも保存状態のよいもののひとつである。旧BS&WRの駅舎はオックスフォード・サーカス西側に位置し、典型的なLeslie Green設計である。

## 近隣
- BBC本社 (BBC Broadcasting House)
- オールソウルズ教会 (All Souls Church)
- カーナビー通り (Carnaby Street)：独立系のファッションブランドの店が多いショッピング・ストリート。
- ロンドン・カレッジ・オブ・ファッション (London College of Fashion)：イギリスで唯一のファッション、スタイル、美容系の専門大学
- リージェント・ストリート北側の店： Apple Store, H&M, Ferrari Storeなど
- オックスフォード・サーカス周辺の店：TopShop, Benetton, Nike Townなど

## ギャラリー

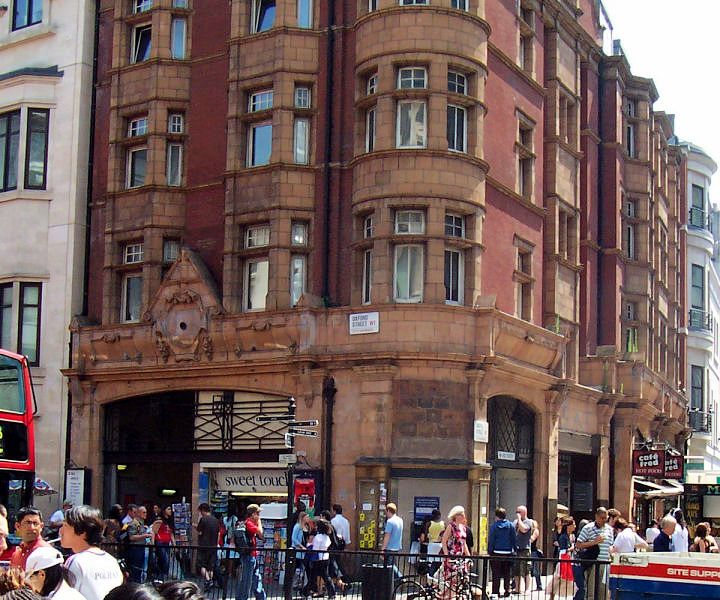
Measures設計の駅舎
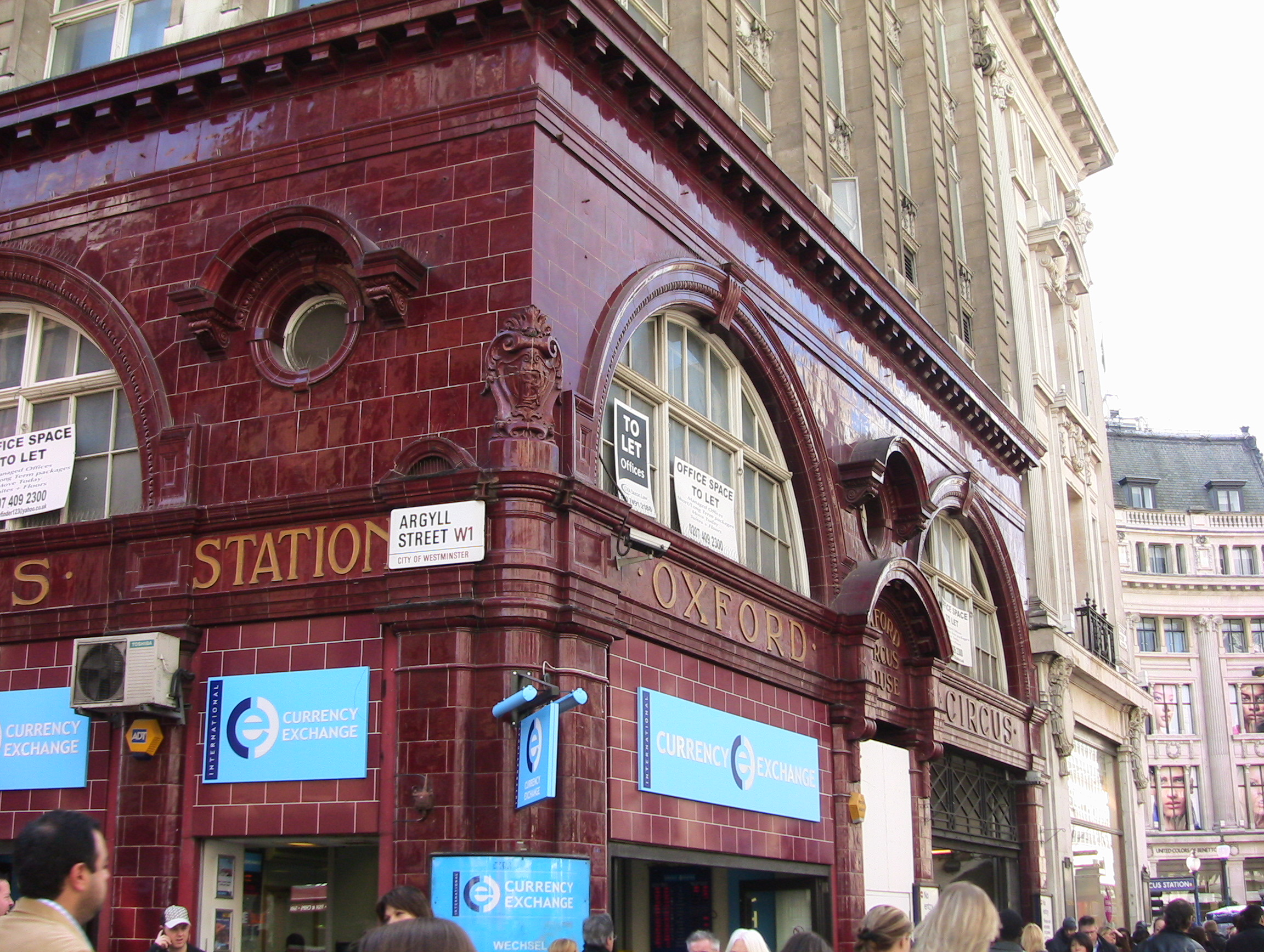
Green設計の駅舎
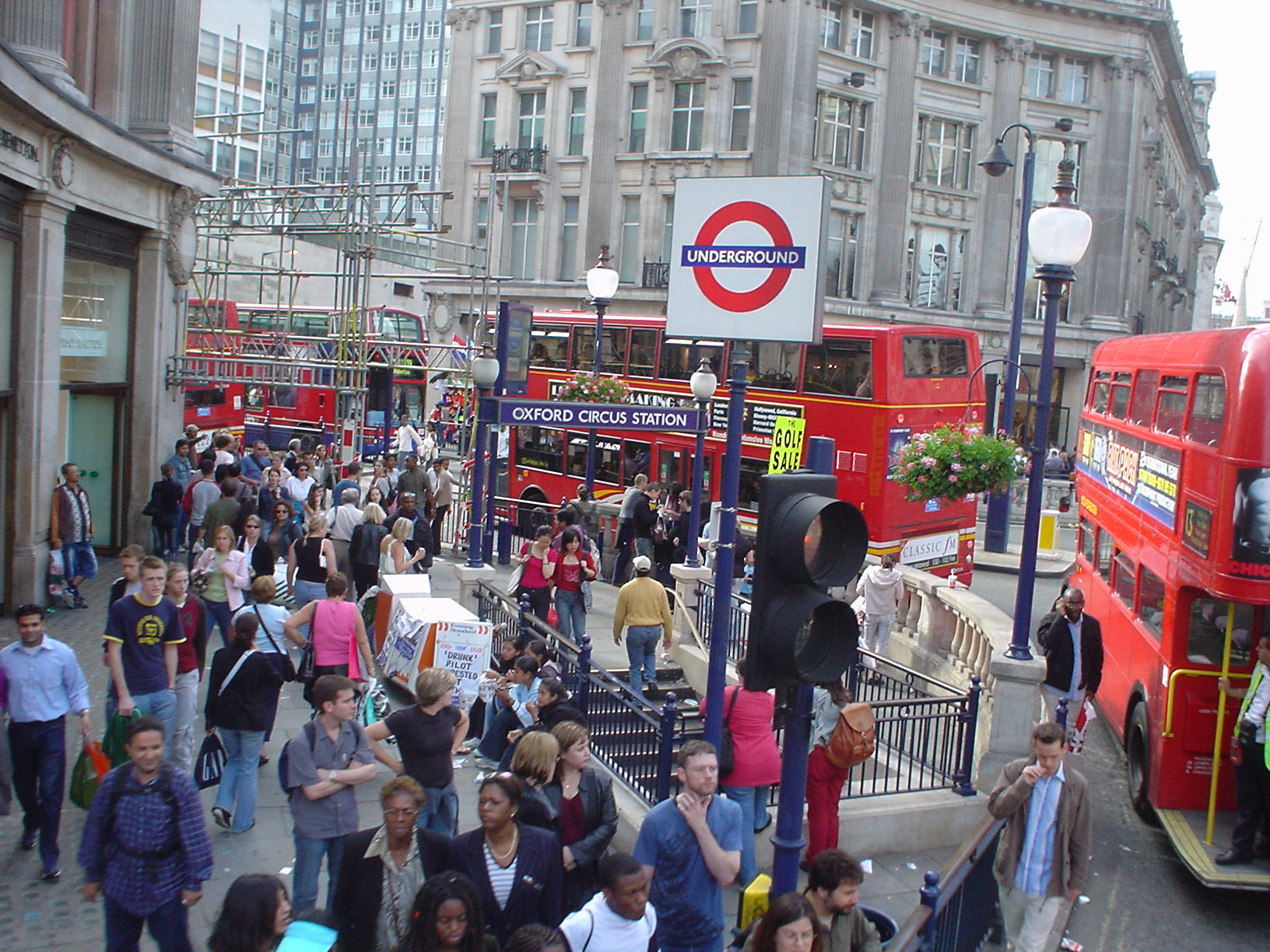
南東側出入口
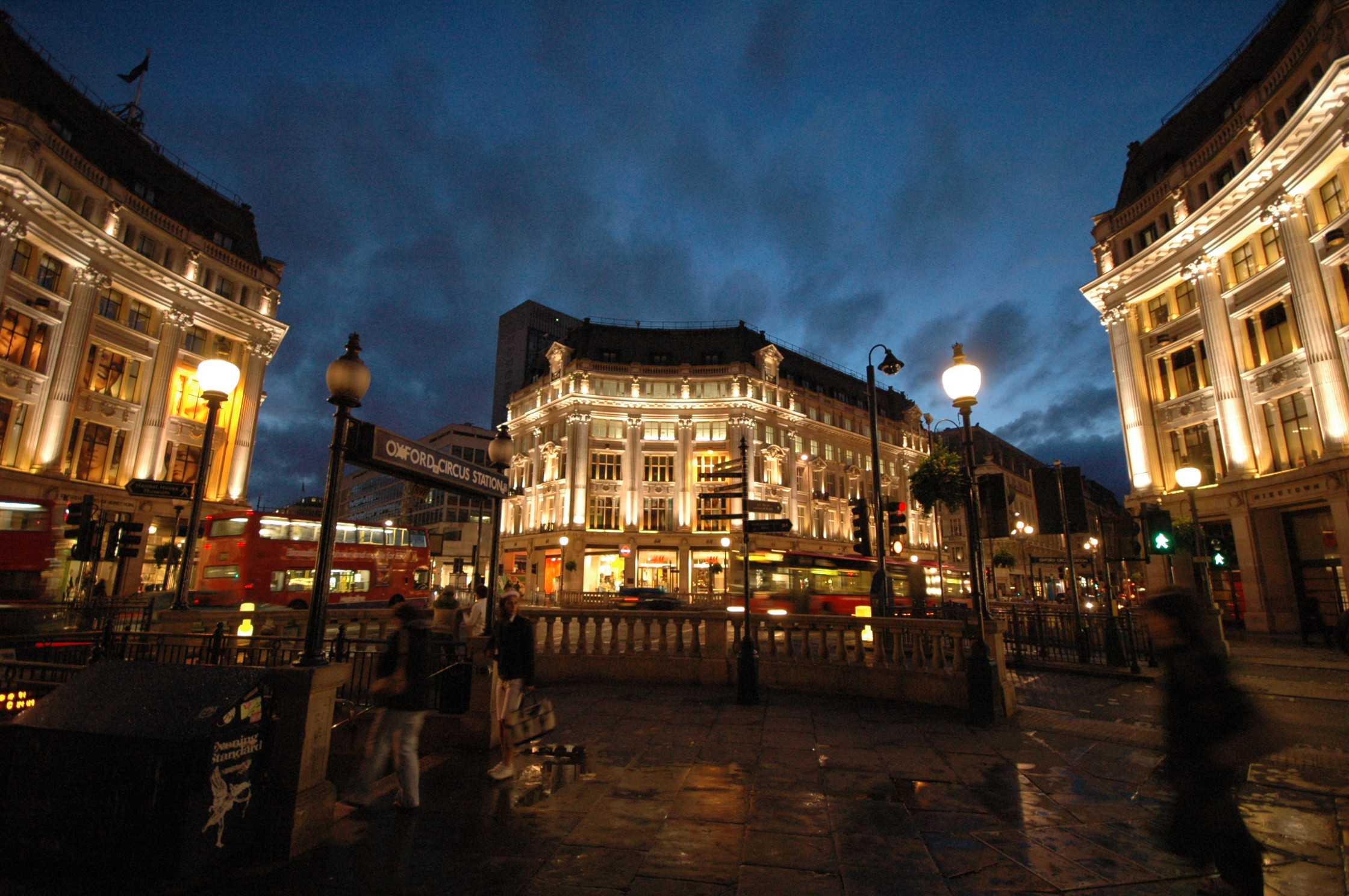
オックスフォード・サーカス
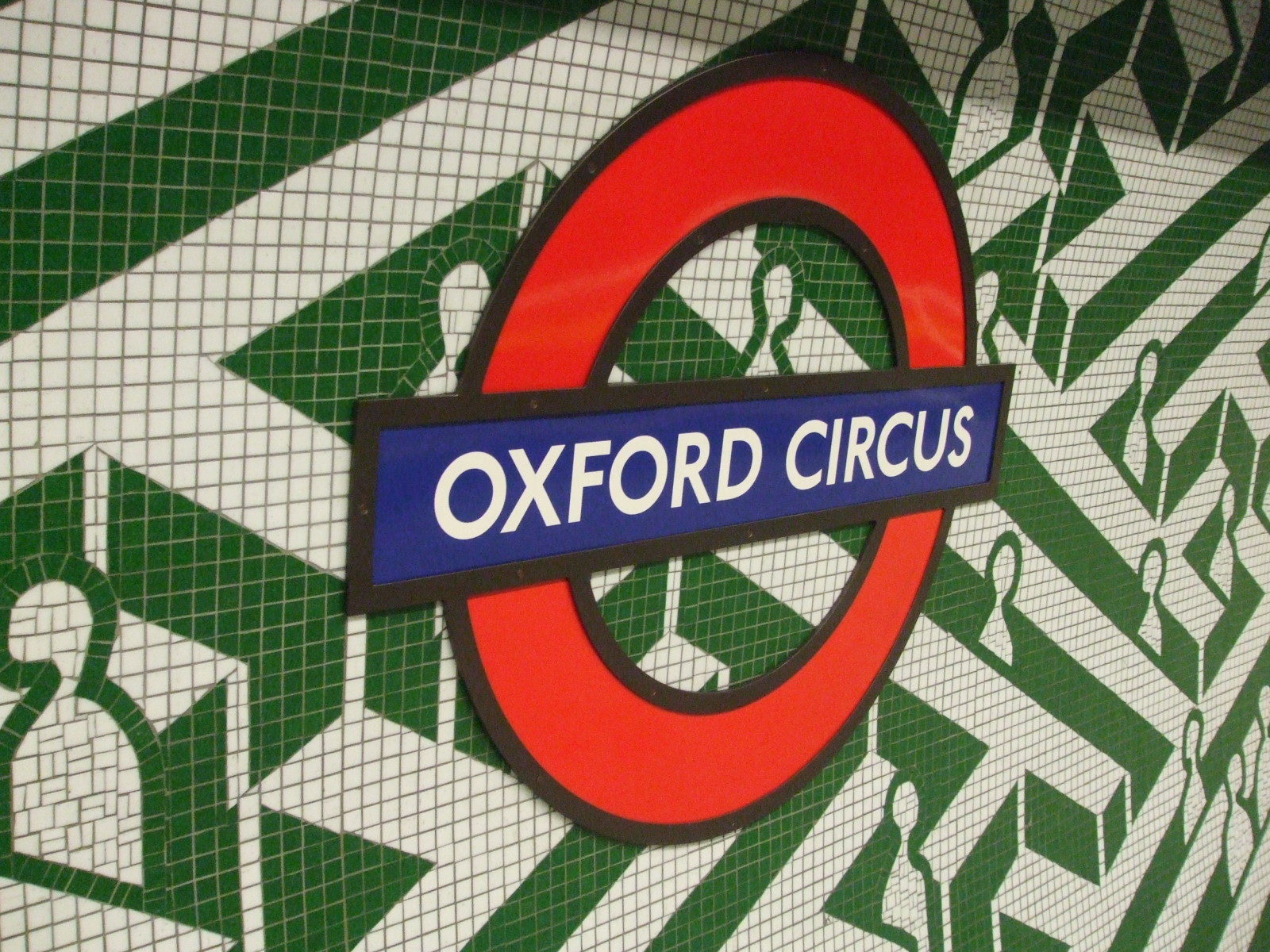
ロゴ
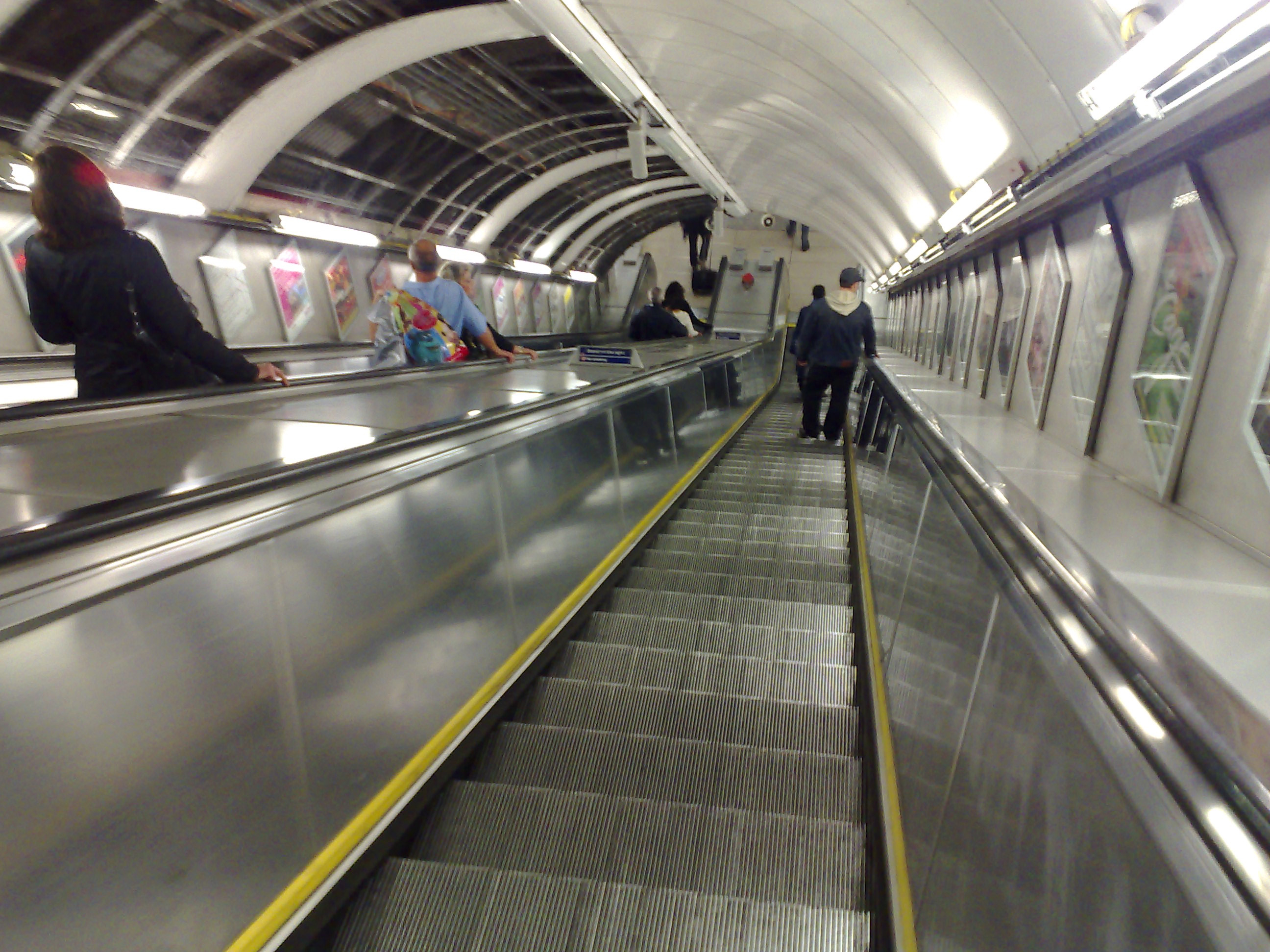
エスカレーター
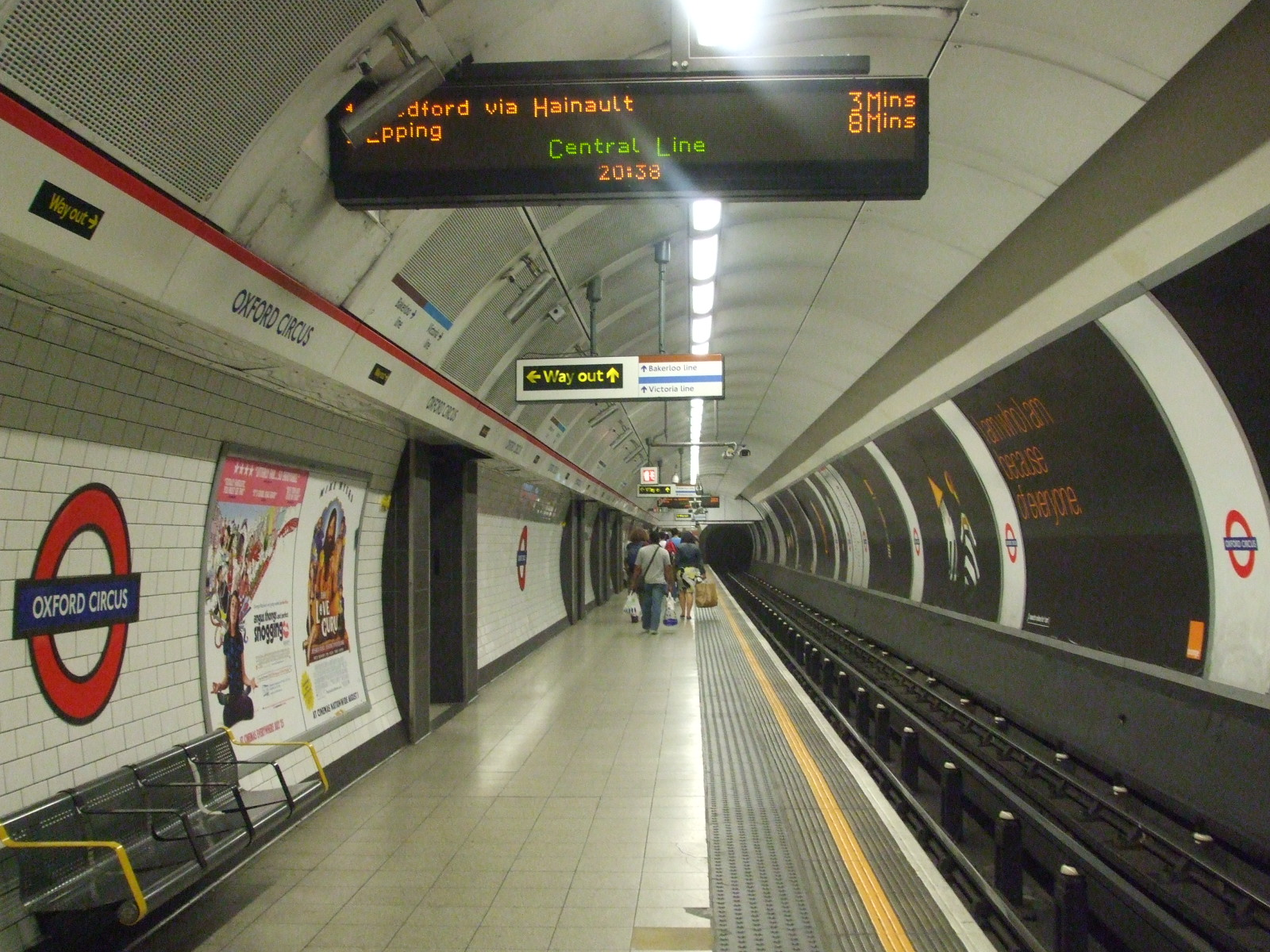
セントラル線ホーム
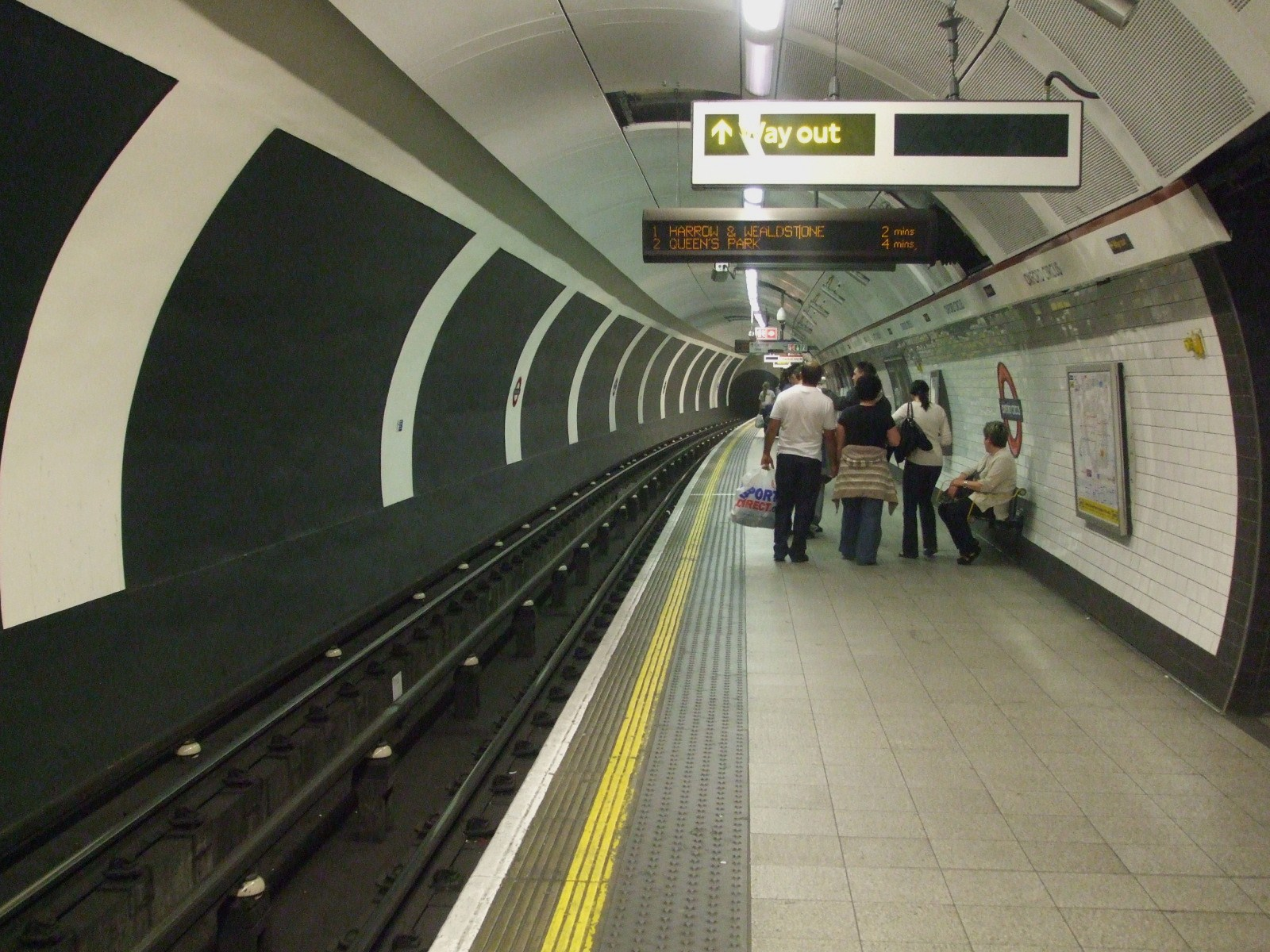
ベーカール線ホーム
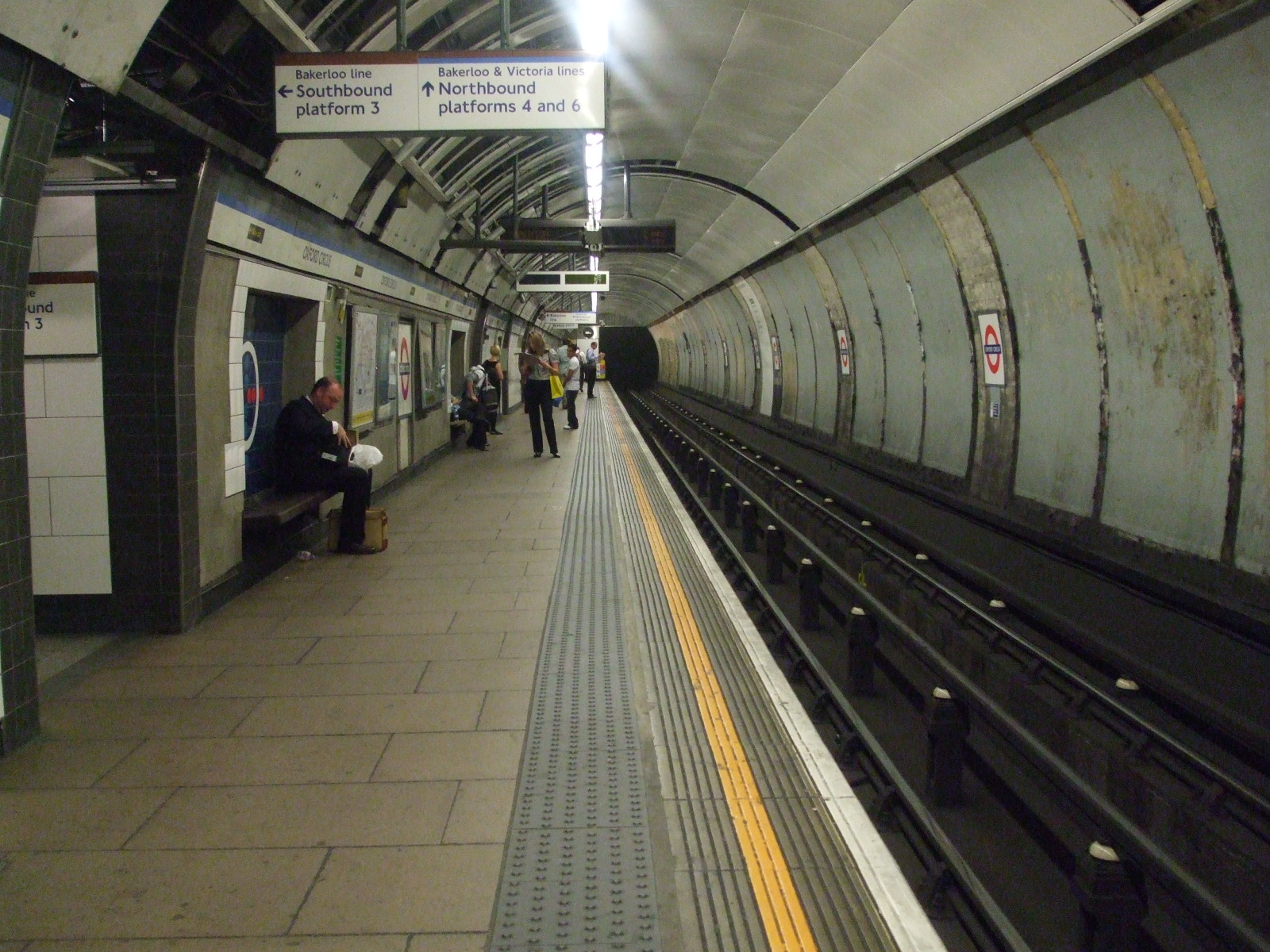
ヴィクトリア線ホーム

## 隣の駅
ロンドン交通局
ロンドン地下鉄
■セントラル線
本線
ボンド・ストリート駅 - オックスフォード・サーカス駅 - トテナム・コート・ロード駅
■ベーカールー線
リージェンツ・パーク駅 - オックスフォード・サーカス駅 - ピカデリー・サーカス駅
■ヴィクトリア線
グリーン・パーク駅 - オックスフォード・サーカス駅 - ウォーレン・ストリート駅